# Адам Калмиков
Адам Иванович Калмиков (на руски: Адам Иванович Калмыков), среща се и като Калмуков, e руски офицер, капитан и сотник от донската казашка войска, участник в Кресненско-Разложкото въстание.

## Биография

### Сръбско-турска (1876) и Руско-турска война (1877 – 1878)
Калмиков е роден в Русия преди 1857 година. Участва като доброволец в сръбската армия по време на Сръбско-турската война през 1876 година. Взима участие и в Руско-турската война (1877 – 1878), след която постъпва в канцеларията на видинския губернатор.

### Кресненско-Разложко въстание (1878 – 1879)
В началото на септември 1878, малко преди избухването на Кресненско-Разложкото въстание, прави опит да премине от Кюстендил в Македония с доброволческа чета, но е разбит от турската стража при Деве баир и е принуден да се върне в София за нови попълнения. С помощта на софийския комитет „Единство“ събира стотина души, сред които много бивши опълченци, родом от Македония, и в началото на октомври се прехвърля успешно през границата при Джумая в село Сърбиново. Взема участие в разбиването на гарнизона на кресненските ханове на 5 октомври, след което е избран за военен ръководител („атаман“) на въстаниците и ръководи действията срещу турските села в района на Кресна. Влиза в спор с новодошлия четнически предводител Луис Войткевич за общото командване, вследствие на което на 21 октомври и двамата са отстранени с решение на местните войводи. Софийският комитет „Единство“ обаче ги възстановява като ръководители на въстанието в Кресненско и Разложко, след което Калмиков се разправя с противниците си във въстаническото ръководство. По негово разпореждане началникът на щаба Димитър Попгеоргиев е арестуван, а войводата Стоян Карастоилов и четниците му Георги Чолаков и Иван Трендафилов са убити в края на ноември. Самият Калмиков едва оцелява при покушение срещу живота му скоро след това. Погнат от съратниците на Карастоилов, той напуска въстаналата област.

### Опит за революционна акция в 1880 г.
Калмиков се установява в София, където през октомври 1879 предлага услугите си на австрийския дипломатически агент Кевенхюлер с идеята да събере чета и да действа в полза на австрийските и сръбските интереси срещу българските в Македония. С помощта на сръбските власти му е издаден османски паспорт в Белград на името на Сергей Иванов. За да осъществи идеите си в началото на април 1880 година навлиза в Османската империя през Враня. Осъществява контакт с някои местни сръбски дейци като Мичо Любобратич и Алексо Якшич, както и с руския консул в Призрен, българофобът Иван Ястребов. Така става подозрителен за властите и в средата на месеца е арестуван и затворен в Призрен.
След като е освободен с помощта на Ястребов, през същата 1880 година, Калмиков се прехвърля през Сърбия в Румъния.

### Четническа акция в 1885 г.
През 1885 година, със съдействието на дружеството „Македонски глас“, организира чета за подновяване на въоръжената борба в Македония. За да се въоръжат, на 16 май с помощта на прокурора Владимир Неделев четниците обират опълченския склад в Кюстендил и скоро след това навлизат в османска територия. Според четника Тодор Найчев четата се състои от 300 души. Разделена е на четири части, като всеки отряд е оглавяван от подвойвода и секретар. Подвойводи са Ташко войвода от Магарево, Ристе войвода от Сланско, Мице Юрука и Кольо войвода. Османците знаят предварително за навлизането на четата и са готови. Една част настъпва по Брегалница срещу Щип, посрещната е от войска, като в сражението загива началника на аскера Али чауш. Втората част на четата настъпва в посока Крива паланка и Куманово. Третата част, начело с Калмиков, тръгва към Демир капия, за да премине там Вардара и да стигне до Бабуна и Прилеп.
Османски части преследват четата и тя им дава сражение при Градец на левия бряг на Вардар. Сражението трае няколко дни, като при опит да се пробие обсадата на аскера загива Ристе войвода, а останалите четници, между които и Питу Гулев, са пленени. Калмиков е заклан, а главата му е занесена на битолския валия Кемали паша. Пленените четници са осъдени от военен съд на 10 – 15 години затвор. Според „Енциклопедия „Пирински край“ Калмиков загива в бой близо до Царево село. По повод гибелта на Калмиков във вестник „Македонски глас“ Димитър Ризов обвинява министър-председателя Петко Каравелов, че той е дал заповед за предаването на четата, като обвинението е подхванато от цялата опозиционна преса. При разследването излиза наяве само фактът, че окръжният управител в Кюстендил Никола Славков на 17 май се е срещал с каймакамина в Крива паланка.